# Eueides zernyi
Eueides zernyi är en fjärilsart som beskrevs av Heinrich Neustetter 1928. Eueides zernyi ingår i släktet Eueides och familjen praktfjärilar. Inga underarter finns listade i Catalogue of Life.